# Hwaa
«Hwaa» (en hangul, 화(火花); literalmente, «Anger(Spark)») es una canción grabada por el grupo femenino surcoreano (G)I-dle, lanzada el 11 de enero de 2021 por Cube Entertainment y Republic Records como el sencillo principal de su cuarto EP titulado I Burn. La canción fue escrita y producida por Soyeon, líder del grupo, y coproducida por Pop Time.
Comercialmente, la canción debutó en el número uno en el chart en tiempo real del servicio de música en línea Melon de Corea del Sur y se convirtió en la primera canción de un grupo ídolo de la cuarta generación en aparecer en el listado. También se ubicó en la 8ª posición de la lista Billboard World Digital Songs y en la posición 173 Billboard Global Excl. U.S..

## Antecedentes y lanzamiento
El 9 de diciembre de 2020, Newsen informó que (G)I-dle tendría su regreso a mediados de enero de 2021, lo que fue confirmado por Cube Entertainment posteriormente. Esto tras cinco meses desde el lanzamiento de su último sencillo, «Dumdi Dumdi».
El 30 de diciembre, se publicó la lista oficial de canciones contenidas en el nuevo álbum titulado I Burn, confirmando que estaría compuesto por seis pistas y que el sencillo principal sería «Hwaa» (Anger, 화, 火花).
En una entrevista con la revista Marie Claire Korea para la edición de enero, Soyeon describió que la canción, "es adecuada para el invierno, pero no solo por su frío. De alguna manera, generará calor. Como la sensación de estar cubierto por una manta gruesa en una habitación con la caldera encendida, pero debido a que las ventanas están abiertas, solo se siente frío en la cara".

## Composición y letra
La canción fue escrita por Soyeon, líder del grupo, mientras que la música y los arreglos fueron compuestos por la propia Soyeon junto con Pop Time. «Hwaa» fue descrita como una canción que expresa los sentimientos tras una ruptura, jugando con la ambigüedad del significado de su título. «Hwaa» es la tercera parte y continuación de la historia comenzada con su sencillo de 2018 «Hann (Alone)» y luego seguida por «Hann (Alone in Winter)», primera pista del álbum I Burn.
La canción está en la clave de fa sostenido menor (F#m), a 95 bpm con un tiempo de ejecución de 3:17 minutos. «Hwaa» es una pista de moombahton con elementos del dark pop, el dream pop, el synth pop e instrumentación musical oriental agregado al arreglo, y tiene un significado dual de fuego y flor con un gancho adictivo y letras que muestran un cambio gradual.

## Origen del título
Su título original, 화(火花), está compuesto por una tipografía coreana y una china, en donde ambas se traducen como la expresión "Hwaa". En coreano, esto se traduce como "ira" (화, anger) o "flor" (花, flower), mientras que en chino se traduce como "quemar" (火, burn) o "chispa" (火花, spark).
"Hwaa" se refiere a una flor y representa la primavera y el amor, que utiliza estos dos caracteres chinos diferentes, "fuego" (火) y "flor" (花), donde ambos se pronuncian de la misma manera en coreano, pero tienen tonos diferentes cuando se hablan en chino mandarín. Soyeon dijo: «La razón por la que elegí juntar esos dos 'hwaas' es porque la canción presenta a un narrador que está en invierno pero que quemará el frío y florecerá como una flor, trayendo la primavera».

## Vídeo musical
El 11 de enero de 2021, junto con el lanzamiento del nuevo miniálbum, fue estrenado el vídeo musical de «Hwaa» a través de sus plataformas oficiales, el que fue dirigido por Paranoid Paradigm del equipo de producción de VM Project Architecture. Después de 17 horas desde su lanzamiento, el vídeo musical ocupó el primer lugar en Corea del Sur y en las tendencias mundiales de YouTube. En 24 horas, superó las 5 millones de visitas y luego superó las 10 millones de visitas en 29 horas. El 14 de enero, el vídeo superó las 20 millones de reproducciones. Con el lanzamiento del vídeo musical, las visitas de YouTube de (G)I-dle alcanzaron las 67 millones de visitas. Entre ellos, India registró la mayor participación con un 15,5%, seguida de Corea del Sur con un 14%, Indonesia con un 6,5%, Filipinas con un 6,4% y Vietnam con un 4,1%.
Un vídeo lírico oficial y una versión coreográfica de la canción fueron lanzados el 18 y 19 de enero, respectivamente.

## Versiones

### Inglés y chino
El 25 de enero de 2021, Cube Entertainment informó que el 27 de enero, debido al gran éxito de su nueva canción, sería lanzado un sencillo digital que incluiría dos nuevas versiones de «Hwaa», una en inglés y otra en chino.

### Remix
(G)I-dle anunció la realización de un remix de la canción, a cargo del dúo de belga de renombre mundial Dimitri Vegas & Like Mike, el 31 de enero de 2021. La colaboración es la primera de (G)I-dle con un artista global desde su debut, así como el primer grupo coreano con el que el dúo de DJs trabajan. La versión fue lanzada el 5 de febrero de 2021.

## Rendimiento comercial
Tras su lanzamiento, «Hwaa» alcanzó la primera posición en las listas en tiempo real de los principales sitios de música de Corea del sur, como Genie Music y Bugs. En la lista 24Hit de Melon, entró en el N.º 98 y continuó subiendo en la clasificación, alcanzando el N.º 1 el 12 de enero de 2021. También logró ubicarse en los primeros puestos en las listas musicales de Flo y Vibe. Con esto, «Hwaa» se convirtió en la primera canción de un grupo femenino de k-pop que encabezó las listas de canciones diarias más importantes del país desde octubre de 2020, cuando «Lovesick Girls» de Blackpink y «Don't Touch Me» de Refund Sisters fueron liberadas. Además, «Hwaa» es una de las tres canciones de grupos femeninos de cuarta generación del k-pop en alcanzar el primer lugar en tiempo real en Melon, junto a «Fiesta» y «Secret Story of the Swan», ambas de Iz*One. La canción rompió su récord de la canción más alta en las listas de Gaon Digital Chart al alcanzar la posición N.º 4 con un índice de Gaon de 15.965.622.
En los Estados Unidos, la canción debutó en el número 8 en la Billboard World Digital Song Sales, dando a (G)I-dle su séptimo éxito entre los 10 primeros. También debutó en el número 173 en Billboard Global Excl. EE.UU., dando su segunda entrada en la tabla, después de «More» de K/DA.

## Recepción de la crítica
«Hwaa» recibió críticas generalmente positivas por parte de los especialistas musicales. Benedetta Geddo para Teen Vogue elogió a (G)I-dle por su «innegable talento para contar historias a gran escala y visuales tanto en sus canciones como en sus vídeos musicales». Con el título «Una actuación excepcional que solo (G)I-dle puede digerir», Kim Min-ji de XSports News declaró: «El concepto del grupo se sostiene en un contenido completamente diferenciado».
Heran Mamo de Billboard describió la canción como «enciende el fuego interior de uno para evitar los fríos sentimientos provocados por una ruptura». Mike Wass de Idolator llamó a la canción como «un golde pegadizo instantáneo». Cho Seung-hyeon de Seoul Economic Daily elogió el «concepto fuerte y único del grupo en cada regreso, y nunca han presentado un concepto expresado en palabras comunes». También escribió que estaba algo sorprendido de cómo los fans extranjeros encontraron atractivas las letras totalmente coreanas y el uso de instrumentos orientales en la canción.
Riddhi Chakraborty de Rolling Stone India opinó que la canción es una pista de «synth-pop oscuro y de ensueño» y la aclamó como «un himno sobre cómo seguir adelante con recuerdos dolorosos». En The Quietus, la crítica Verónica A. Bastardo escribió que la canción es «un viaje en bucle entre los tambores rítmicos del dancehall y espacios abiertos y aireados. Las voces emocionales de las cantantes, instrumentos de cuerda brillante con sonidos de Asia oriental en la parte posterior y los efectos de sonido del viento conforman los detalles que te transportan a un bosque oscuro y desconocido donde puedes ver florecer flores incluso dentro del fuego».
La crítica de música Kim Yunha calificó la canción de «loca», una palabra que usó constantemente para describirla de manera mixta. En general, significa «un estado en el que las palabras y acciones son diferentes de la gente común debido a una anomalía mental, pero también se refiere a un estado de devoción a un objeto en la medida de las anomalías mentales». Explicó además que la canción «rompe con lo normal, especialmente esta última locura es siempre un tema fascinante para los creadores que tienen que crear algo que nunca ha existido en el mundo».

## Reconocimientos

### Premios y nominaciones
| Año  | Evento                        | Premio                          | Resultado | Ref.   |
| ---- | ----------------------------- | ------------------------------- | --------- | ------ |
| 2021 | Asian Pop Music Awards        | Mejor letra (Extranjero)        | Nominado  | [ 41 ] |
| 2021 | JOOX Malaysia Top Music Award | Top 5 K-Pop Hits (Mitad de año) | Ganador   | [ 41 ] |
| 2022 | Golden Disc Awards            | Canción digital (Bonsang)       | Nominado  | [ 42 ] |
| 2022 | Circle Chat Music Awards      | Canción del año (enero)         | Pendiente | [ 43 ] |

### Premios en programas de música
| Programa                  | Fecha                | Ref.   |
| ------------------------- | -------------------- | ------ |
| Show Champion (MBC Music) | 20 de enero de 2021  | [ 44 ] |
| M! Countdown (Mnet)       | 21 de enero de 2021  | [ 45 ] |
| M! Countdown (Mnet)       | 28 de enero de 2021  | [ 46 ] |
| M! Countdown (Mnet)       | 4 de febrero de 2021 | [ 47 ] |
| Music Bank (KBS)          | 22 de enero de 2021  | [ 48 ] |
| Show! Music Core (MBC)    | 23 de enero de 2021  | [ 49 ] |
| Show! Music Core (MBC)    | 30 de enero de 2021  | [ 50 ] |
| Inkigayo (SBS)            | 24 de enero de 2021  | [ 51 ] |
| Inkigayo (SBS)            | 31 de enero de 2021  | [ 52 ] |
| The Show (SBS MTV)        | 26 de enero de 2021  | [ 53 ] |

### Listados
| Publicación         | Lista                                              | Ranking  | Ref.   |
| ------------------- | -------------------------------------------------- | -------- | ------ |
| Amazon Music        | Best of 2021: K-Pop                                | Incluida | [ 54 ] |
| Billboard           | 25 Best K-Pop Songs of 2021: Critics’ Picks        | 24.º     | [ 55 ] |
| Bugs                | Most Loved Songs 2021                              | 76.º     | [ 56 ] |
| Genius Korea        | 2021 Year End Chart - Top Songs                    | 32.º     | [ 57 ] |
| Genius Korea        | 2021 Year End Chart - Top K-Pop Songs              | 19.º     | [ 58 ] |
| Melon               | Top 100 Songs That Received The Most Likes In 2021 | 52.º     | [ 59 ] |
| Rolling Stone India | 21 Best Korean Music Videos of 2021                | 7.º      | [ 60 ] |
| Tidal               | Best of K-Pop 2021                                 | Incluida | [ 61 ] |

### Premios en tiendas de música en línea
| Premio                  | Fecha                | Ref.   |
| ----------------------- | -------------------- | ------ |
| Weekly Popularity Award | 25 de enero de 2021  | [ 62 ] |
| Weekly Popularity Award | 1 de febrero de 2021 | [ 62 ] |

## Posicionamiento en listas
| Listas (2021)                                       | Posición más alta |
| --------------------------------------------------- | ----------------- |
| Corea del Sur (Gaon Digital)                        | 4                 |
| Corea del Sur (K-Pop Hot 100)                       | 5                 |
| Estados Unidos (Billboard World Digital Song Sales) | 8                 |
| Singapur (RIAS)                                     | 19                |

## Historial de lanzamiento
| País          | Fecha               | Formato                    | Sello                                |
| ------------- | ------------------- | -------------------------- | ------------------------------------ |
| Corea del Sur | 11 de enero de 2021 | Descarga digital streaming | Cube Entertainment, Republic Records |
| Corea del Sur | 12 de enero de 2021 | Disco compacto             | Cube Entertainment, Republic Records |